# Ильин, Владимир Алексеевич
Влади́мир Алексе́евич Ильи́н (1871 — ?) — член Государственной думы I созыва от Херсонской губернии.

## Биография
Из семьи православного священника.

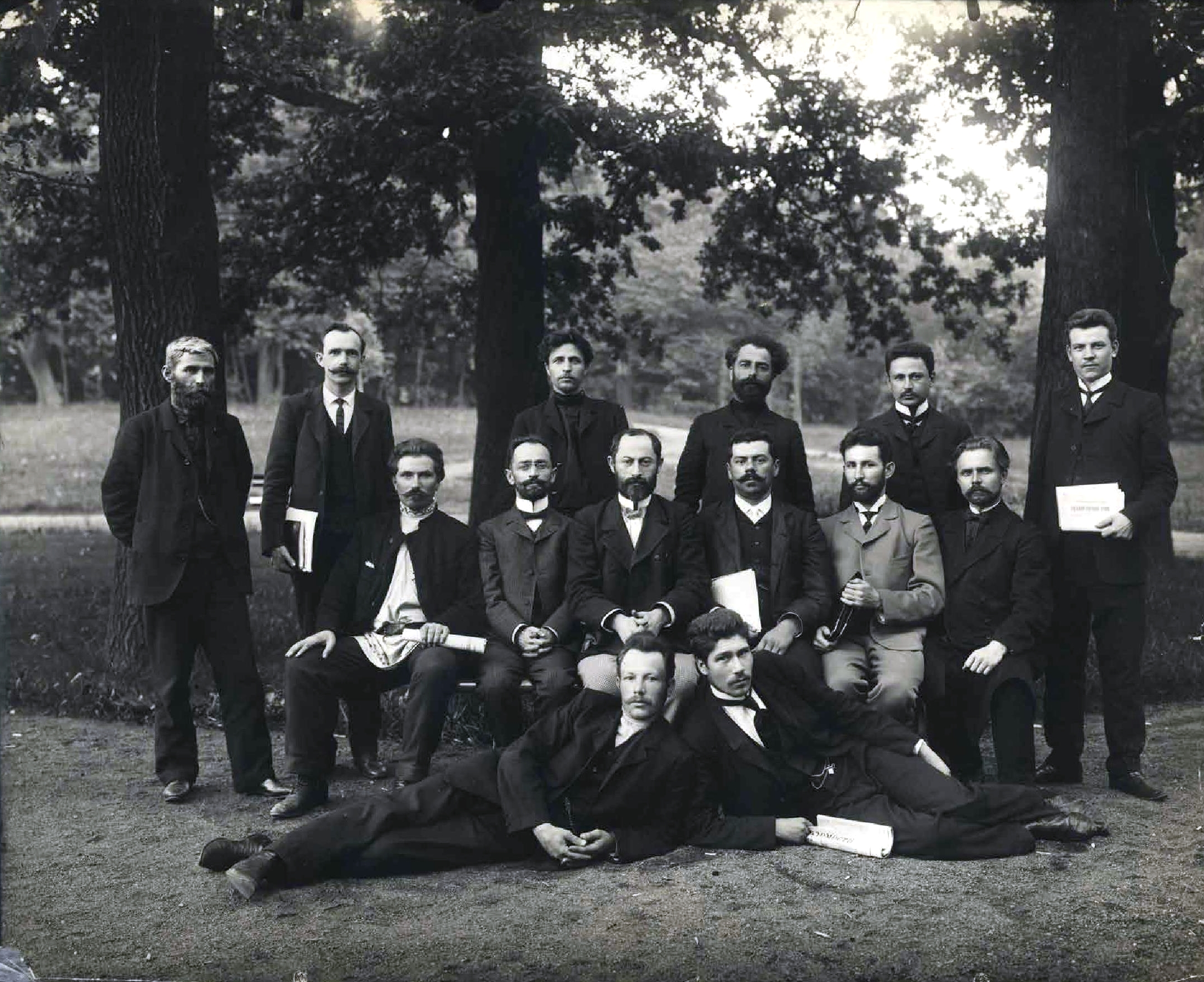
Социал-демократическая фракция I Государственной думы. Стоят: И. И. Рамишвили, И. Ф. Савельев, З. И. Выровой, С. Н. Церетели, И. Г. Гомартели, А. И. Смирнов; сидят: М. И. Михайличенко, С. Д. Джапаридзе, Н. Н. Жордания, В. А. Ильин, П. А. Ершов, И. Е. Шувалов; лежат: В. Н. Чурюков, И. И. Антонов

Окончил духовное училище в Варшаве, полтора года учился в духовной семинарии. Работал токарем по железу в николаевских железнодорожных мастерских и на Черноморском судостроительном заводе. Организовал в Николаеве кружки и профсоюзы рабочих и был в них казначеем. По взглядам — внепартийный социалист.
В 1906 году был избран членом I Государственной думы от Херсонской губернии. Входил в социал-демократическую фракцию. Подписал законопроект «33-х» по аграрному вопросу и обращение 14 рабочих депутатов ко всем рабочим России.
Судьба после роспуска Думы неизвестна.